# اوریون اکسپرینس
اوریون اکسپرینس (به انگلیسی: The Orion Experience؛ یا گهگاهی T.O.E.) گروهٔ موسیقی پاپ راک آمریکایی می‌باشد که در سال ۲۰۰۵ توسط خواننده-ترانه‌پرداز اوریون سیمپرینی و لیندا هوروات (لیندا ایکس‌او) در نیویورک به‌وجود آمد. نام «اوریون اکسپرینس» اشاره‌ای «شکسته نفسی» به گروه‌های دیگر مانند آلن پارسونز پراجکت و استیو پری پراجکت است. مضامین هویت جنسیتی سیال و ارائات گروه باعث شده اوریون اکسپرینس جمع فراوانی از طرفداران ال‌جی‌بی‌تی‌کیو+ داشته باشد.